# Râul Ighiș
Râul Ighiș este un curs de apă, afluent al râului Târnava Mare. 

## Hărți
- Harta județului Sibiu